# Drepanocladus flageyi
Drepanocladus flageyi là một loài Rêu trong họ Amblystegiaceae. Loài này được (Renauld) Wheld. mô tả khoa học đầu tiên năm 1921.